# The Call of the City
The Call of the City è un cortometraggio muto del 1915 diretto da Harry Beaumont. Prodotto dalla Edison, aveva come interpreti Bessie Learn, Margery Bonney Erskine, Robert Walker.

## Produzione
Il film fu prodotto dalla Edison Company.

## Distribuzione
Distribuito dalla General Film Company, il film - un cortometraggio in una bobina - uscì nelle sale cinematografiche degli Stati Uniti il 18 settembre 1915.
Il 15 luglio 2008, è stato distribuito in DVD sul mercato USA.